# Boothroyd
Boothroyd, ogranak Thompson ili Ntlakyapamuk Indijanaca, prodica salishan, s rijeke Fraser u Britanskoj Kolumbiji, Kanada. Ovim nazivom obuhvaćena su sela Spaim, Kimus, Tzaumuk, Suk i Nkattsum. Populacija im je 1902. iznosila 159; 263 (2008). Govore jezikom Nłeʔkepmxcín.